# Alicyklický alkohol
Alicyklické alkoholy jsou alkoholy obsahující uzavřený cyklus, které nesplňují pravidla aromaticity. Jsou tvořené pouze atomy uhlíku, vodíku a hydroxylovou skupinou. Mohou být nasycené (cykloalkanoly) i nenasycené (cykloalkenoly, cykloalkynoly).

## Přehled
- Cykloalkanoly:

- - cyklopropanol
  - cyklobutanol
  - cyklopentanol
  - cyklohexanol
  - cykloheptanol
  - cyklooktanol
  - cyklononanol
  - cyklodekanol
  - cykloundekanol
  - cyklododekanol

- Cykloalkenoly:
  - Cyklopropenol
  - Cyklobutenol
  - Cyklopentenol
  - Cyklohexenol
  - Cykloheptenol
  - Cyklooktenol
  - Cyklononenol
  - Cyklodekenol

- - Cykloalkadienoly:
    - Cyklobutadienol
    - Cyklopentadienol
    - Cyklohexadienol
    - Cykloheptadienol
    - Cyklooktadienol
    - Cyklononadienol
    - Cyklodekadienol
    - Cykloundekadienol
    - Cyklododekadienol

- Cykloalkynoly:
- Cyklobutynol
- Cyklopentynol
- Cyklohexynol
- Cyklooktynol